# Come Out Fighting Ghengis Smith
Come Out Fighting Ghengis Smith è il secondo album di Roy Harper.

## Tracce

### Lato A
1. "Freak Street" - 3:06
2. "You Don't Need Money" - 2:27
3. "Ageing Raver" - 4:11
4. "In A Beautiful Rambling Mess" - 2:51
5. "All You Need Is" - 5:49
6. "What You Have" - 5:16

### Lato B
1. "Circle" - 10:40
2. "Highgate Cemetery" - 2:22
3. "Come Out Fighting Ghengis Smith" - 8:58

### Bonus tracks nella riedizione in CD del 1991
1. "Zaney Janey" - (nella edizione statunitense di Folkjokeopus)
2. "Ballad Of Songwriter" - (nella edizione statunitense di Folkjokeopus)
3. "Midspring Dithering" - (lato A del singolo del 1967)
4. "Zengem" - (lato B del singolo del 1967)
5. "It's Tomorrow And Today Is Yesterday - 4:11 - (John Peel - BBC Radio Show 1970)
6. "Francesca - 1:32 - (registrato per lo show 'Top Gear' alla BBC, 3 giugno 1969)
7. "She's The One - 4:45 - (registrato per lo show 'Top Gear' alla BBC, 3 giugno 1969)